# Lisa LeBlanc
Lisa LeBlanc   (Rosaireville, 13 d'agost de 1990) és una cantautora acadiana que compon cançons en francés acadià i anglés canadenc.

## Biografia
Criada a Rosaireville, una aldea de quaranta habitants en la qual l'únic entreteniment era la llar del jubilat, i en una família de músiques, sa mare, Diane, i ses ties Diana, Laurette i Noëlla, foren inspiració i suport a la seua carrera.
Bilingüe acadiana, LeBlanc cantava en anglés i el primer gran concert a què assistí fon un de l'ontarienc Bryan Adams
als catorze anys començà a compondre cançons i debutà al bar O'Donaghues de Miramichi quan encara era menor d'edat, per la qual cosa sa mare havia d'estar present de 22 a 2 hores de la nit; el primer festival de música on s'anuncià fon el ChantEauFête de Charlevoix, i el 2007 rebé el premi a la millor cantautora de la Gala de la Cançó de Caraquet; llavors es matriculà en l'Escola de la Cançó de Granby (Quebec), on estudià amb professors com Marie-Claire Séguin o Robert Léger, i escrigué les primeres cançons, entre les quals "Câlisse-moi là"; l'any 2010 es llicencià i també guanyà el Festival de la chanson de Granby; més tard es prodigà com a convidada habitual del programa de televisió Belle et Bum i feu més de cent concerts abans de publicar el primer disc, un fet que per a ella suposà més un remat que un principi.

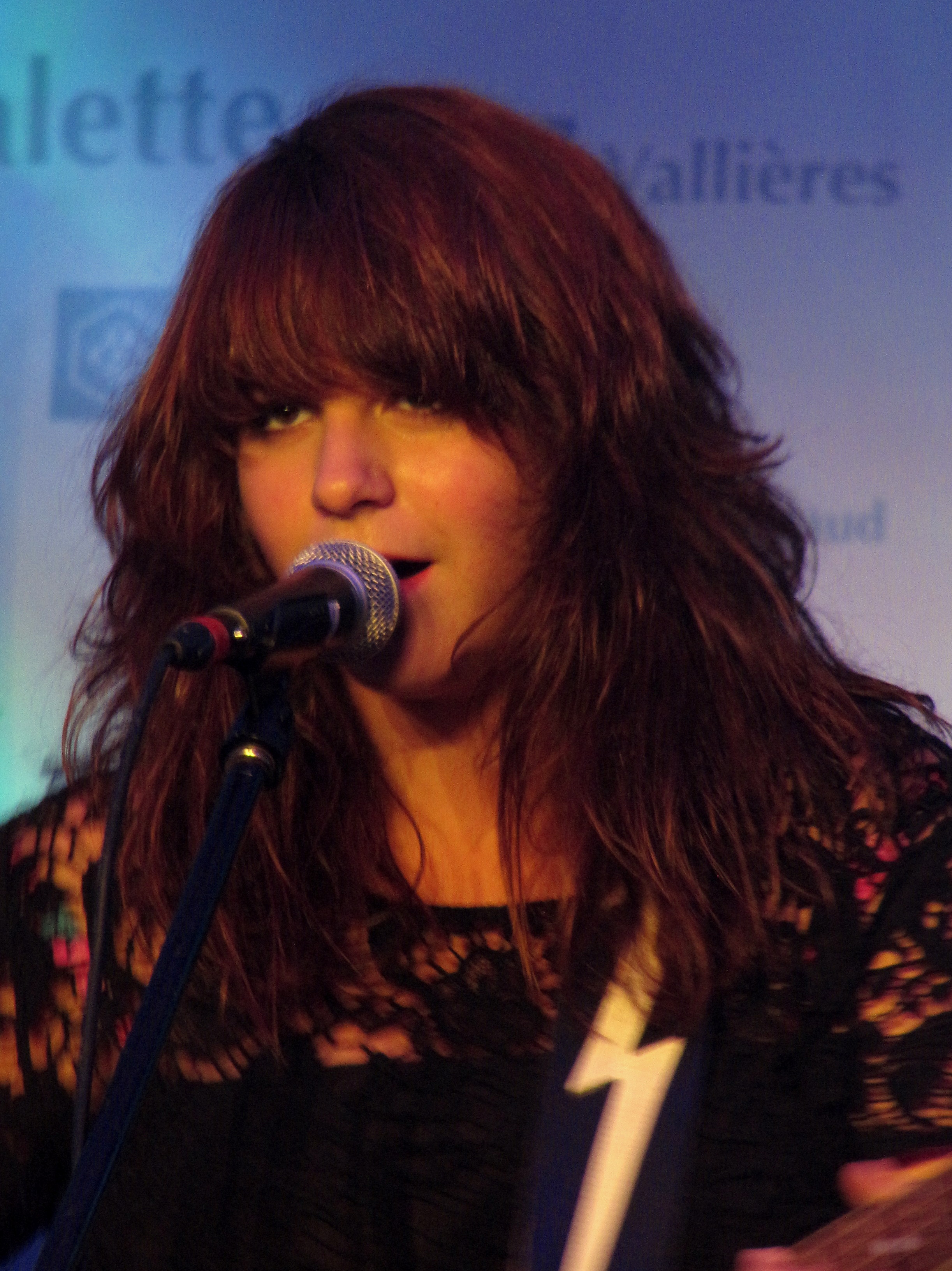
A Granby, 2012
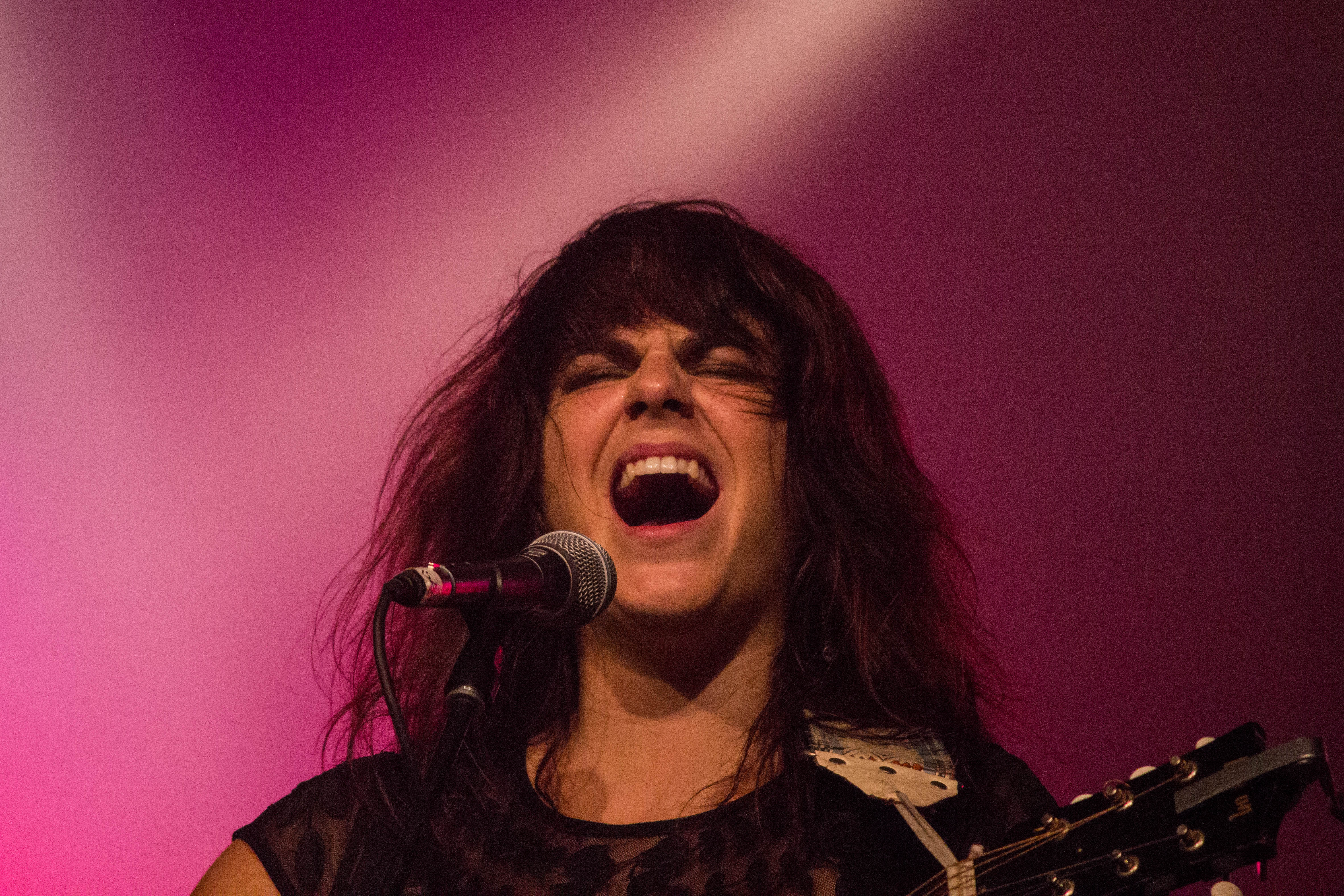
Granby, 2013
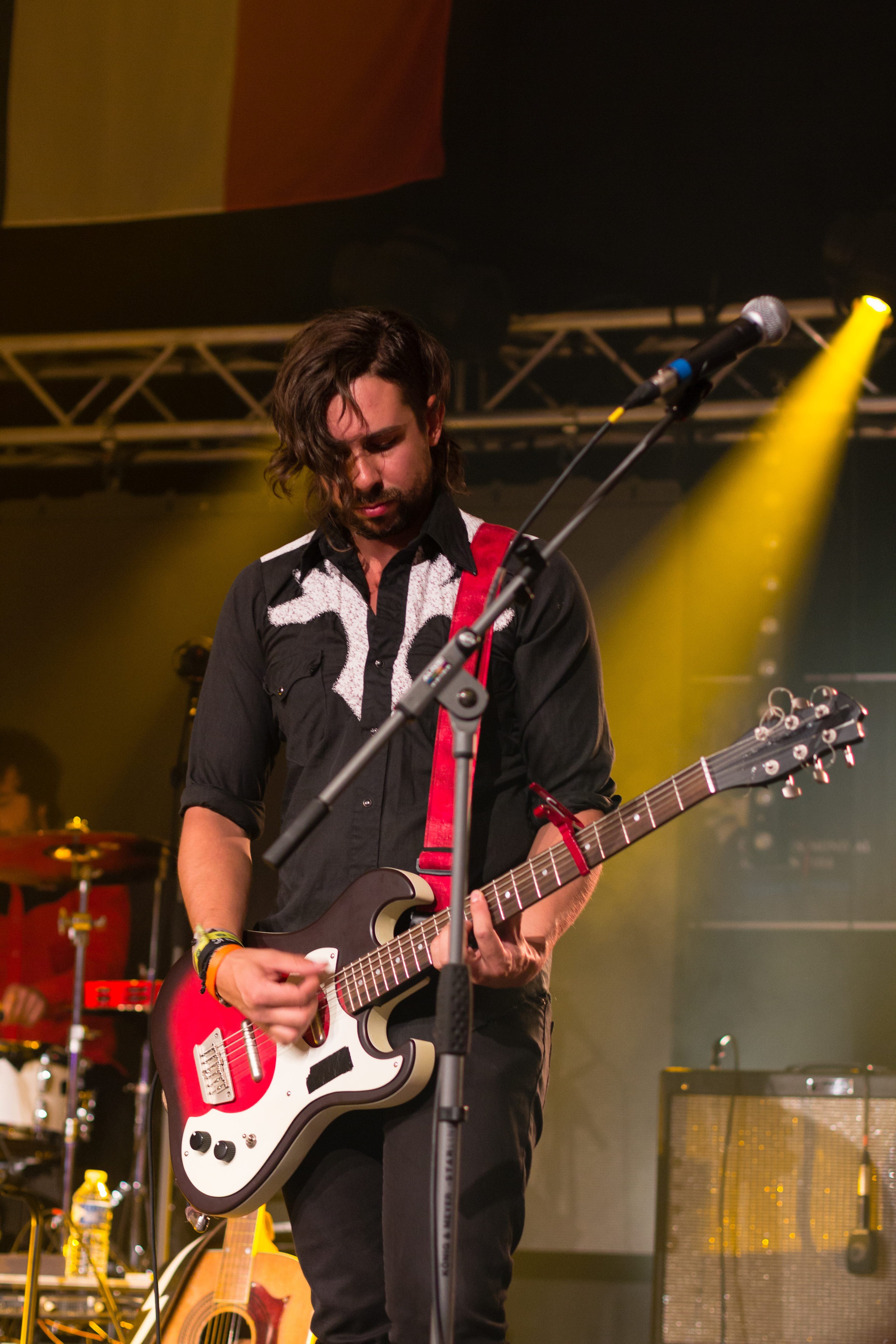
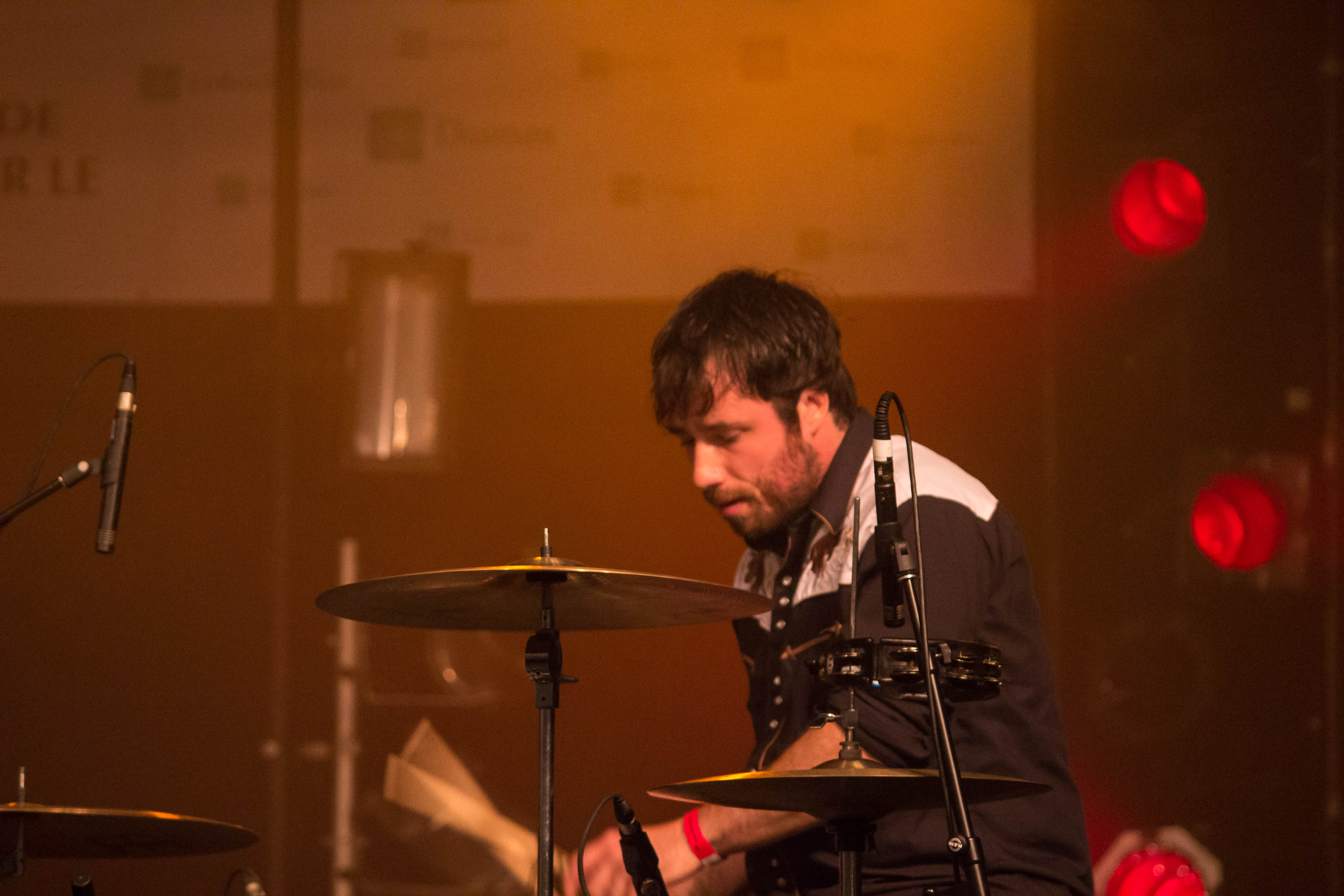

El segon disc de llarga durada, Why You Wanna Leave, Runaway Queen? («per què te'n vas, reina de les fugides?»), el gravà als estudis Mountain City i Mixart, ambdós a Mont-real, produït per Joseph Donovan i acompanyada per Mico Roy a la guitarra, Benoit Morier al baix i Maxime Gosselin a la bateria, amb la col·laboració del cantant Sam Roberts en "I Love You, I Don't Love You, I Don't Know" («et vull, no et vull, no ho sé»):
el nou repertori inclou una versió amb banjo de Motörhead, "Ace of Spades", amb la veu regravada després de dos setmanes de gira per a emular la sensació de la interpretació en directe.
El 2017, després de cantar en la Diada Nacional del Quebec junt amb Les Trois Accords i Louis-Jean Cormier, oferí un concert especial als Plans d'Abraham acompanyada del grup de metal Voivod i sa mare i les ties.
Confinada a l'Acàdia natal durant la pandèmia per coronavirus de 2019-2020, suspesos els concerts prevists després d'un 2019 sabàtic, LeBlanc i son company, Benoît Morier, habilitaren una pàgina de Facebook intitulada Bingo avec Johanne en la qual ells, altres músics i francòfons de tot Canadà jugaven a bingo en línia; els músics, entre els quals Damien Robitaille, Sunny Duval, Joseph Edgar o les Hay Babies es disfressaven amb perruques i cantaven cançons sobre el joc: d'aqueix entreteniment sorgí el personatge de Belinda, sota el qual publicà un EP de cinc cançons de música disco, It's Not a Game, It's a Lifestyle («no és pas cap joc, és un estil de vida»), per al qual LeBlanc aprengué a utilitzar el programa d'edició de so Pro Tools.
Abans del confinament, treballava en un projecte sobre una altra cantautora acadiana, Edith Butler, ajornat d'ençà:
admiradora declarada de Butler —amb la qual havia compartit escenari d'ençà els dèsset anys—, després que ella li versionara "Ti-gars" l'any 2018 en el programa de televisió Les échangistes Leblanc s'oferí a coproduir-li un disc junt amb Morier, amb cançons velles, noves i populars cadianes com "Mari Mouri".
Al maig del 2021 publicà una versió de "Bonsoir Moreau", una cançó del duo cajun afroamericà Canray Fontenot i Alphonse Bois Sec Ardoin, que ella havia escoltat per primera volta durant un viatge a Louisiana: acompanyada pel quintet acadià Salebarbes, enregistraren la cançó a distància durant l'hivern anterior i l apublicaren «en homenatge als cosins del sud».
A les acaballes del mateix any anuncià la publicació per a l'any següent d'un àlbum nou, Chiac Disco, coproduït per ella i Morier, amb el videoclip en stop motion d'"Entre toi pi moi pi la corde de bois," dirigit per Philippe Beauséjour.
El 2024 oferí un concert acompanyada de l'Orquestra Simfònica de Laval, dirigida per Jean-Michel Malouf, a la sala Wilfrid-Pelletier, en el qual interpretà cançons de tot el seu repertori amb arranjaments de l'estil del so Filadèlfia.

## Discografia
| • Lisa LeBlanc (2012) |
| --- |
| 1. Cerveau ramolli 2. Du duvet dans les poches 3. Motel 4. Juste parce que j'peux 5. Câlisse-moi là 6. J'pas un cowboy 7. Chanson d'une rouspéteuse 8. Lignes d'Hydro 9. Y fait chaud 10. Avoir su 11. Kraft Dinner 12. J't'écris une chanson d'amour 13. Aujourd'hui, ma vie c'est d'la marde |

| • Highways, Heartaches and Time Well Wasted (EP, 2014) |
| --- |
| 1. You Look Like Trouble (But I Guess I Do Too) 2. Katie Cruel 3. The Waiting List 4. Highways, Heartaches and Time Well Wasted 5. Gold Diggin' Hoedown 6. Race Track |

| • Dump the Guy ASAP (senzill, 2016) |
| ----------------------------------- |
| (Bonsound) 1. Dump the Guy ASAP     |

| • Why You Wanna Leave, Runaway Queen? (2016) |
| --- |
| 1. Could You Wait 'Til I've Had My Coffee? 2. City Slickers and Country Boys 3. Dump the Guy ASAP 4. I Love You, I Don't Love You, I Don't Know 5. Why Does It Feel So Lonely (When You Are Around)? 6. (Self-Proclaimed) Voodoo Woman 7. Ti-gars 8. 5748 km 9. Eh cher 10. Dead Man’s Flats 11. Ace of Spades 12. I Ain't Perfect, Babe |

| • Bonsoir Moreau (senzill, 2021) |
| -------------------------------- |
| (Bonsound) 1. Bonsoir Moreau     |

| • Chiac Disco (2022) |
| --- |
| (Bonsound) 1. Pourquoi faire aujourd'hui 2. Dans l'jus 3. Entre toi pi moi pi la corde de bois 4. Gossip 5. Veux-tu rentrer dans ma bubble? 6. La poudre aux yeux 7. Le menu acadien 8. Gossip II 9. Tite gêne 10. Me semble que c'est facile |

| • Quoi-ce tu fais ça pour? (senzill, 2023) |
| ------------------------------------------ |
| (Bonsound) 1. Quoi-ce tu fais ça pour?     |

| • Live avec l'Orchestre symphonique de Québec (2024) |
| --- |
| (Bonsound) 1. Ouverture 2. Kraft Dinner 3. Dans l'jus 4. Pourquoi faire aujourd'hui 5. J'pas un cowboy 6. Highways, Heartaches and Time Well Wasted 7. City Slickers and Country Boys 8. Gossip 9. Entre toi pi moi pi la corde de bois 10. Me semble que c'est facile 11. You Look Like Trouble (But I Guess I Do Too) 12. Gold Diggin' Hoedown 13. Gossip II 14. Veux-tu rentrer dans ma bubble? 15. Lisa LeBlanc feat. Belinda & Belinda - It's Not a Game, it's a Lifestyle 16. Aujourd'hui, ma vie c'est d'la marde 17. Fermeture |

Belinda
| • It's Not a Game, It's a Lifestyle (EP, 2020) |
| --- |
| (autoeditat) 1. Mon sport préféré (amb Johanne) 2. It's Not a Game, It's a Lifestyle 3. R U Ready 2 Play? 4. Bingo Bongo (amb Love Glove et Pinotte) 5. Bingo Is the Way to Go |

| • In It to Win It (senzill, 2020)                   |
| --------------------------------------------------- |
| (autoeditat) 1. In It to Win It (amb Jalapeño Papa) |

## Videografia
- Cerveau ramolli
- 2012: Aujourd'hui ma vie c'est d'la marde[18]
- J'pas un cowboy
- I Love You, I Don't Love You, I Don't Know
- Ace of Spades